# 阿里·迪亞
阿里·迪亞（英語：Ali Dia，1965年8月20日—）生於達喀爾，是一名前塞內加爾業餘足球員。迪亞假稱他是塞內加爾國腳後，代表過當時仍是英超一份子之一的修咸頓上陣過一次。

## 生平
在法國和德國的低級聯賽的球會效力過後，迪亞在維爾港、基寧咸和般尼茅夫的試訓均失敗，其後加盟了半職業球會布萊斯斯巴達。1996年，時任修咸頓領隊格林美·桑拿士接到了前利比里亞國腳及前世界足球先生得主「佐治·韋亞」的來電，這名「佐治·韋亞」說道迪亞是他的表親，並說他曾效力巴黎聖日耳門和代表塞內加爾上陣過13次。然而，沒有一樣是真實的，來電人不是佐治·韋亞，而其實是迪亞的經理人，然而格林美·桑拿士卻相信了，繼而與迪亞簽訂了一個月的合約。
迪亞僅替修咸頓上陣過一次，在1996年11月23日對列斯聯的賽事中披上了33號球衣上陣。在這之前，迪亞原本會在預備組友賽阿仙奴，然而最終因水浸問題使到該場比賽取消。在對陣列斯聯的賽事中，迪亞在32分鐘入替了馬菲·拿鐵斯，不過他的表現卻低於英超應有的質量，最終迪亞在53分鐘時被換入肯·莫古，列斯聯最終以2-0的比分勝出了該場比賽。
馬菲·拿鐵斯在電視訪問中回憶起自己的故事時曾說道迪亞僅在修咸頓待了一個周末。迪亞在星期五早上的首課操練表現並不是很好，而且當時的修咸頓球員都認為他們再不會看見迪亞，不過迪亞卻在翌日奇異地在板凳名單中榜上有名。他入替馬菲·拿鐵斯後在球場上的表現令人難以置信，他跑到球場周圍時就像小鹿斑比在冰面上，看上來令人非常非常尷尬。然而，根據球隊的物理治療師週日上午迪亞到來接受傷患治療，然後他離開了球會，自此我們從來沒有見過他了...沒有人知道他的下落了。
迪亞在被修咸頓放棄兩周後，他勇敢地效力了業餘球會盖茨黑德，並最終在1997年2月離開綠茵場。其後，迪亞前往了位於紐卡素的諾森布里亞大學修讀商業，並於2001年畢業。

## 傳奇
迪亞在英格蘭足球壇已經臭名昭著，球迷們大多認為他缺乏能力，使到迪亞定期出現在最差球員和最壞轉會等「特色」名單中。其中，泰晤士報將迪亞列為50個最差的足球員的首位。太陽報亦將迪亞列為十大垃圾足球員的第一位。

## 外部資料
- Barreaud, Marc. . L'Harmattan, Paris. 1998. ISBN 2-7384-6608-7.